# エスイーファイブ
エスイーファイブ（SE FIVE）は、東京都港区に本社を構える芸能事務所である。

## 概要
2011年11月に設立。「音楽、ドラマ、バラエティ」と、すべてのジャンルでそれぞれがリンクできる、エンターテイメントの総合商社」を基本理念としている。
所属者は、役者、タレント、アーティスト、音楽クリエイター、お笑い、スポーツ選手、モデルなど複数ジャンルにわたる。また、業務提携相手のプロダクションに所属するタレントをテレビ番組等にブッキングすることも多く行なっている。

### 沿革
- 2011年（平成23年） - 東京都中央区に株式会社エスイーファイブを設立する。
- 2012年（平成24年） - 東京都港区に本店を移転

## 所属タレント

### 女性モデル
- SAKURACO
- 園堂りか
- 片岡莉蘭
- 岩崎ひかり
- 森下葉月
- 珊瑚志帆
- 森チカ（旧:遠野千夏）

### 男性モデル
- 泉川マーキス

### 女性アーティスト
- SORA_(歌手)

### 女性バラエティタレント
- ERIKO